# Baconia fulgida
Baconia fulgida är en skalbaggsart som först beskrevs av Schmidt 1889.  Baconia fulgida ingår i släktet Baconia och familjen stumpbaggar. Inga underarter finns listade i Catalogue of Life.